# Montegallo
Montegallo est une commune italienne de la province d'Ascoli Piceno dans la région Marches en Italie.

## Géographie
Sur le territoire de la commune de Montegallo se trouve le Monte Ceresa, un sommet de l'Apennin ombro-marchesan (it) s'élevant à 1 494 mètres d'altitude.

## Administration
| Période                                  | Période | Identité | Étiquette | Qualité |
| ---------------------------------------- | ------- | -------- | --------- | ------- |
|                                          |         |          |           |         |
| Les données manquantes sont à compléter. |         |          |           |         |

### Hameaux
Abetito, Astorara, Balzo, Balzetto, Bisignano, Castro, Colle, Collefratte, Colleluce, Collicello, Corbara, Fonditore, Forca, Interprete, Migliarelli, Piano, Rigo, Uscerno, Vallorsara

### Communes limitrophes
Acquasanta Terme, Arquata del Tronto, Comunanza, Montemonaco, Roccafluvione